# Guadalhorce
Guadalhorce är en 166 km lång flod i södra Spanien med en medelvattenföring av 8 m³/sekund. Den rinner upp i Sierra de Alhama i Granadaprovinsen och har sitt utlopp i Medelhavet strax väster om Málaga stad i Málagaprovinsen. De torra somrarna i Andalusien och de relativt kraftiga regnen under vintern innebär att variationerna i vattenflödet är mycket kraftiga. På sensommaren påminner floden mer om en liten å medan den under vintern förvandlas till en bred älv och vållar då ofta kraftiga översvämningar med trafiksvårigheter vid Málagas flygplats. 

## Bifloder
- Río Pereilas
- Río Grande
- Arroyo El Valle
- Nacimiento
- Turón
- Caballos
- Guadalteba
- Fahala
- Río Campanillas
- Arroyo Marín
- Arroyo del Quinto